# Pfarrkirche Bromberg

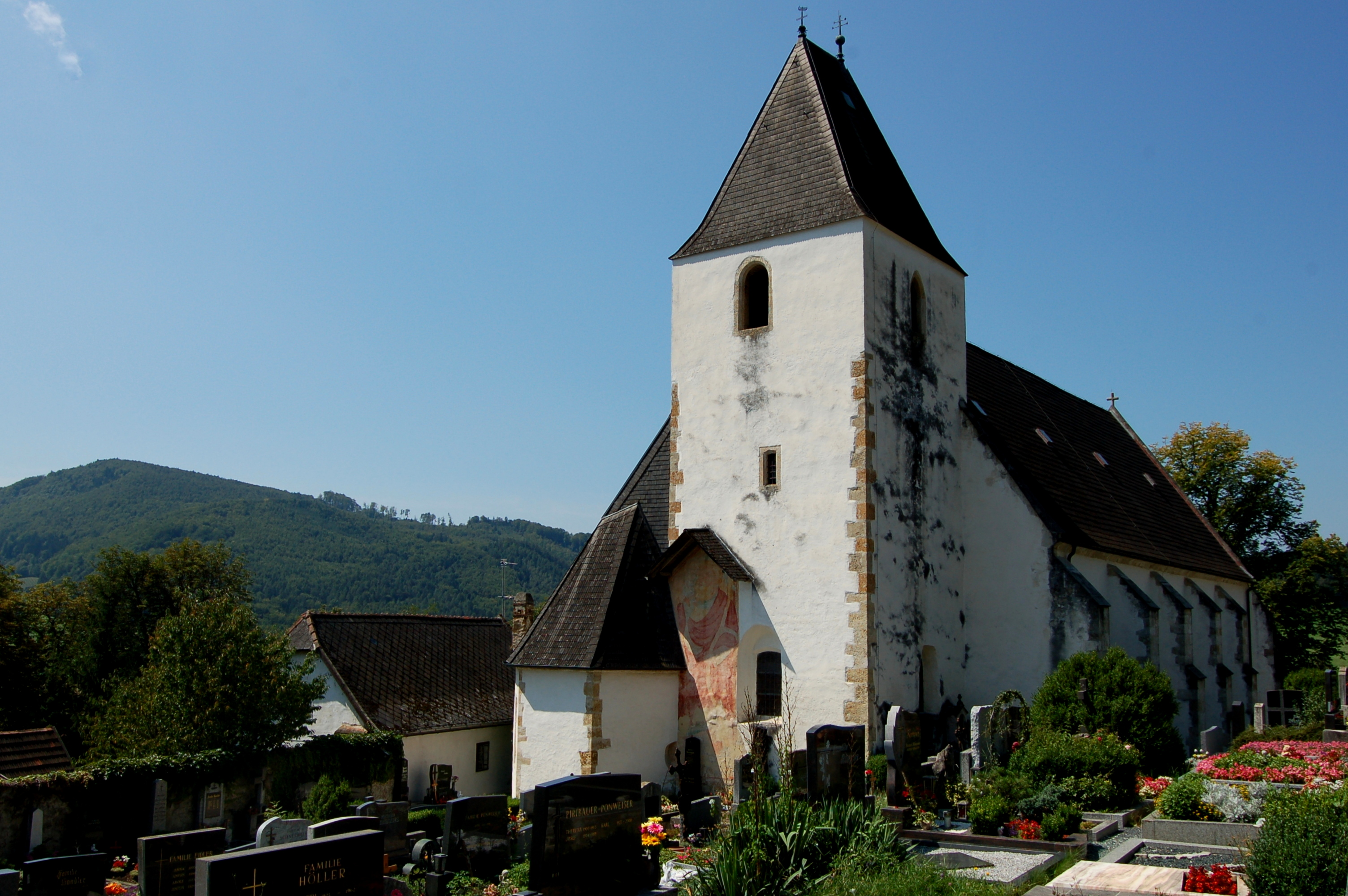
Pfarrkirche hl. Lambert in Bromberg

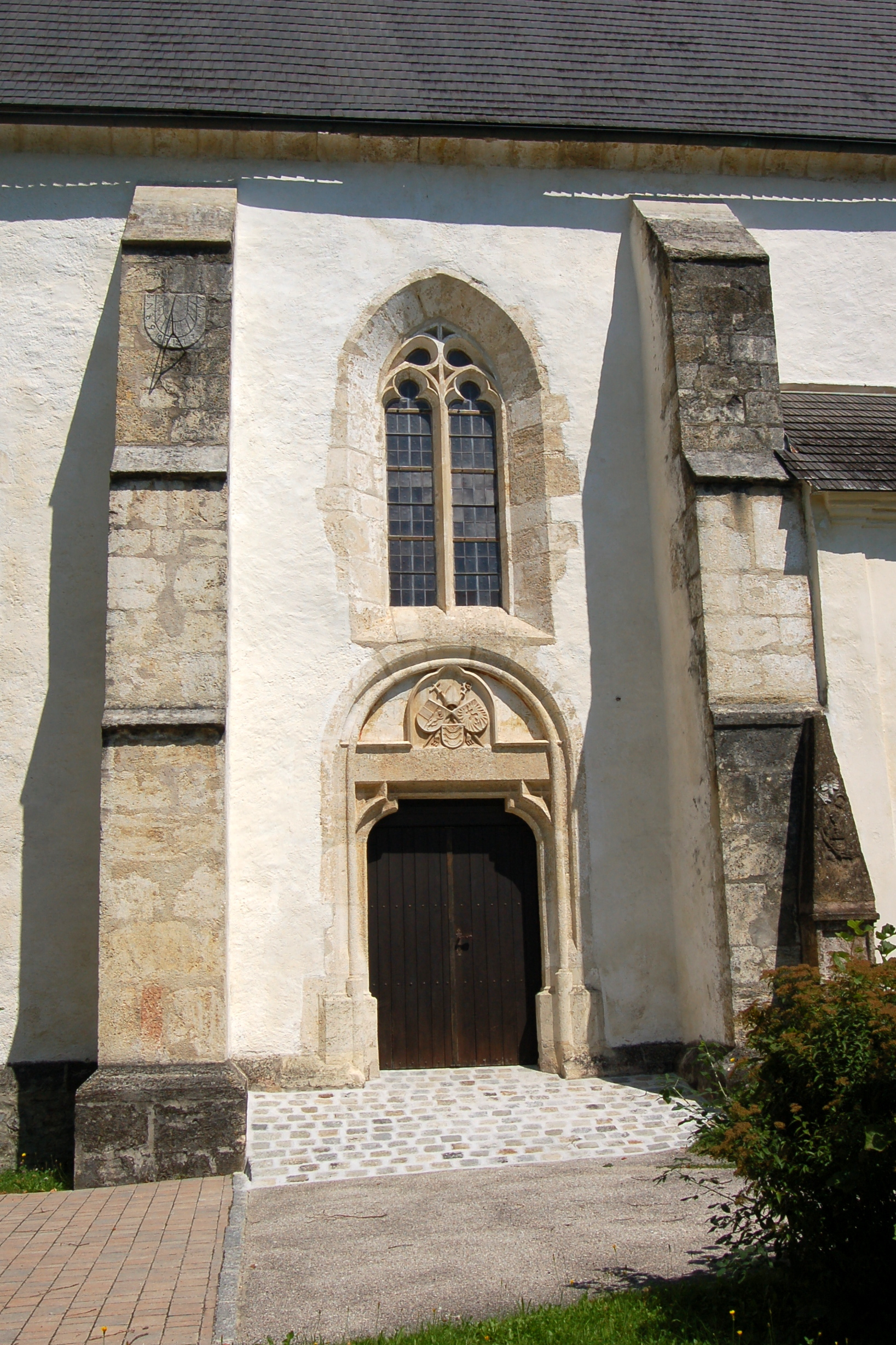
Südportal

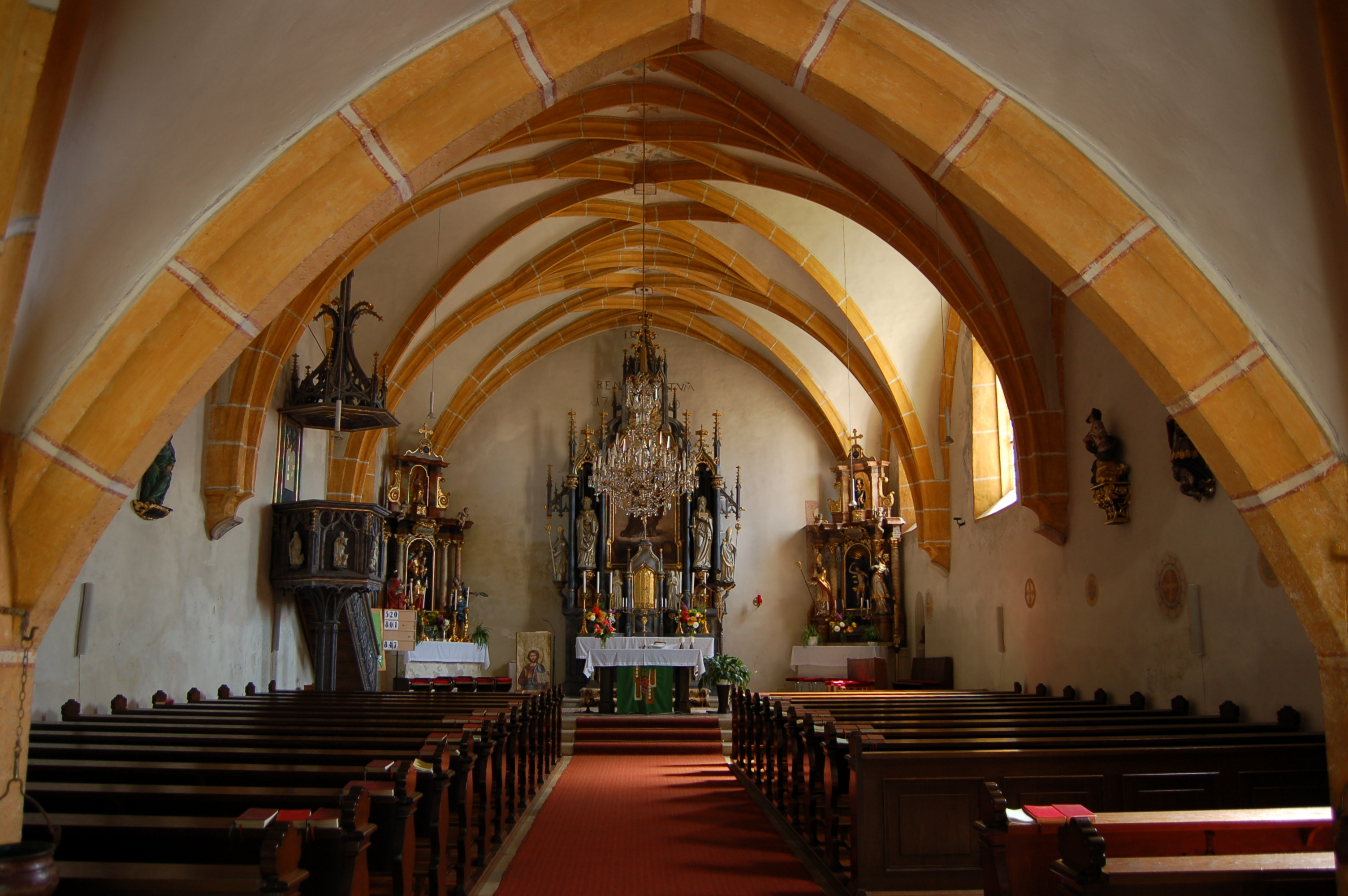
Der Saalraum zum Hochaltar

Die römisch-katholische Pfarrkirche Bromberg steht in Bromberg in der Marktgemeinde Bromberg in Niederösterreich. Die Pfarrkirche hl. Lambert, dem  Stift Reichersberg inkorporiert, gehört zum Dekanat Kirchberg in der Erzdiözese Wien. Die Kirche steht unter Denkmalschutz.

## Geschichte
Der Kirchweiler in einer Hanglage an der Schlattenbach-Talstraße wurde 1144 als Pfarre urkundlich genannt und ist die älteste Tochter der Pfarre Pitten. Die Pfarre wurde 1160 dem Stift Reichersberg inkorporiert und wurde zum Mittelpunkt des Klosterbesitzes in der Buckligen Welt. Dendrochronologische Datierungen des Dachstuhles der Kirche nennen die Jahre 1405, 1422, 1475, 1557. Die Kirche wurde 1496 geweiht. Die ursprüngliche Ringmauer mit Türmen und Vorwerk der Wehrkirche wurde 1824 demoliert und ein Westportal angelegt. Eine Innenrestaurierung mit Grabungen fand 1981/1982 statt.

## Architektur
Kirchenäußeres
Die Kirche steht nördlich erhöht über dem Ort auf dem sogenannten Steigberg und ist von einem Friedhof umgeben. Der ursprüngliche romanische Chorquadratsaal wurde 1981 ergraben. Die Kirche ist eine mächtige gotische Saalkirche mit einem Chorturm. Das Langhaus unter einem mächtigen Satteldach wurde von 1471 bis 1496 erbaut und hat kräftige Strebepfeiler mit Wasserschlägen. Die ungegliederte Westfassade hat Eckstrebepfeiler und eine hoch gelegene Kreisöffnung und abgeschrägtes Gewände. Das Westportal mit dem Stiegenaufgang entstand 1824. Die Südfassade hat Maßwerkfenster mit Pfosten in Spitze stoßend und Fischblasenpaaren. Das bemerkenswerte Südportal im zweiten Joch ist ein spätgotisches Schulterportal mit rundbogiger Stabrahmung, das Tympanon zeigt reliefierte Wappen des Erzbistums Salzburg, Stift Reichersberg und von Propst Bartholomäus Hoyer (1469–1482). Der Gusserker über dem Südportal wurde 1824 entfernt. Die Langhausnordwand hat im fünften Joch ein Lanzettfenster mit Maßwerk.
Der gedrungene Chorturm hat ein Keildach aus der 1. Hälfte des 19. Jahrhunderts. Das unterste Geschoß ist aus dem 12. Jahrhundert. Der Turm wurde zum Ende des 14. und Anfang des 15. Jahrhunderts um eineinhalb Geschoße erhöht und zeigt ein kleines gefastes Rechteckfenster. In der Mitte des 15. Jahrhunderts wurde das Schallgeschoß mit Spitz- und Rundbogenfenstern aufgesetzt. Durch den späteren Bau des größeren Langhauses (1471–1496) befinden sich die westlichen Schallfenster funktionslos im Dachbodenbereich. Der Turm hat bis zum Schallgeschoß eine Ortsteinquaderung. Das mittlere Geschoß hat ein Tonnengewölbe als Brandschutz.
In der südlichen Turmecke zum Langhaus steht eine spätgotische Kapelle aus dem 15. Jahrhundert mit polygonalem Chorschluss mit Quaderung an den Kanten. Die Kapelle dient heute als zweigeschoßige Sakristei. Im Winkel der Kapelle zum Langhaus ist ein Wendeltreppentürmchen als Aufgang zum Turm eingebaut.
Die Ostwand des Turmes zeigt eine monumentale Wandmalerei des hl. Christophorus mit einem Ornamentband aus dem Ende des 14. Jahrhunderts, 1996 restauriert. Südseitig am Langhaus ist an einem Strebepfeiler eine geritzte Sonnenuhr. Südseitig im dritten Joch ist ein Abgang zu einer Gruftanlage (1804) und zwischen den zwei Strebepfeilern eine rundbogige Nische, flankiert von zwei klassizistischen Pyramidenaufsätzen. In der Gruft ist ein Steinaltar und mehrere Priestergrabplatten Reichersberger Chorherren aus dem 19. und frühen 20. Jahrhundert. Drei Priestergrabplatten sind aus dem 17. Jahrhundert. 1981 wurden drei Grabsteine aus dem 12. und 13. Jahrhundert gefunden.
Kircheninneres
Im fünfjochigen Langhaus wurde in der Mitte des 19. Jahrhunderts das fünfte östlichste Joch als Chorbereich etwas erhöht. Das Langhaus hat ein weit gespanntes Netzrippengewölbe mit Schildbogenrippen, eine Rippe ist mit 1496 bezeichnet, auf tief sitzenden Ansätzen, mit Wappenkonsolen und Wappenschlusssteinen, im Osten mit Propst Bartholomäus und Freiherren von Puchheim nach 1522. Die dreiachsige Orgelempore, mit spitzbogigen Arkaden geöffnet, ist kreuzrippenunterwölbt mit Wappenschlusssteinen. Der Aufgang zur Empore ist eine spätgotische Spindeltreppe. Der romanische rundbogige Triumphbogen mit Rundwulstgesims wurde 1496 mit einer Wand geschlossen und 1720 renoviert und ist heute die Wand hinter dem Hochaltar. Das romanische Chorquadrat als Turmerdgeschoß hat ein verschliffenes Kreuzgratgewölbe. Südlich am Chorquadrat ist die heutige Sakristei als einjochige Kapelle mit einem Fünfachtelschluss und einem Kreuzrippengewölbe aus dem 15. Jahrhundert auf wohl älteren Konsolen mit Wappenschilden und Köpfchen. Der Turmzugang im Westen der Kapelle hat ein gefastes Portal.
Spätgotische Gewölbemalereien mit floralen Motiven zeigt um das Heilig-Geist-Loch vier Engel, Weihekreuze und aufwändige Fensterrahmungen mit Beschlagwerk und floralen Elementen. Im Chorquadrat Reste einer Wand- und Gewölbemalerei mit einer bemerkenswerten Darstellung eines Heiligen mit einem Kreuz aus dem 13. Jahrhundert. Die Glasmalerei der Fenster der Kirche ist mit 1967 bezeichnet.

## Ausstattung
Den neogotischen Hochaltar schuf Joseph Angeler (1852). Das Altarblatt aus dem Anfang des 19. Jahrhunderts zeigt den hl. Lambert, flankiert von den Statuen Peter und Paul, und seitlich Antonius und Augustinus, und im Auszug die Figurengruppe Dreifaltigkeit. Die Seitenaltäre als zwei gleichartige Retabel um 1750 haben einen leicht geschwungenen Aufbau mit zwei Säulenpaaren und einem Volutenaufsatz, links der Marienaltar mit Maria mit Kind, flankiert von Barbara und Katharina, rechts Sebastian, flankiert von Patricius und Martin und im Auszug Rochus. Die Kanzel schuf Joseph Angeler um 1850, sie zeigt Statuetten der Evangelisten.
Die Orgel mit 16 Registern baute 1789 Ignaz Gatto der Jüngere und wurde 1824 aus Hausleiten hierher übertragen.